# Jim Brennan
Jim Brennan (Toronto, Canadá, 8 de mayo de 1977) es un exfutbolista y entrenador de fútbol de Canadá que jugaba en la posición de defensa.

## Carrera

### Club
| Periodo   | Club                             | Apariciones | Goles |
| --------- | -------------------------------- | ----------- | ----- |
| 1996-1999 | Bristol City FC                  | 64          | 3     |
| 1999–2003 | Nottingham Forest FC             | 146         | 1     |
| 2001      | → Huddersfield Town AFC (cedido) | 2           | 0     |
| 2003–2006 | Norwich City FC                  | 43          | 1     |
| 2006      | Southampton FC                   | 20          | 0     |
| 2007–2010 | Toronto FC                       | 93          | 4     |

### Selección nacional
A nivel de selecciones menores Brennan jugó en la Copa Mundial de Fútbol Sub-17 de 1993 en Japón, donde fue compañero de equipo de Paul Stalteri y Jason Bent. Debutó con Canadá en abril de 1999 en un partido amistoso ante Irlanda del Norte. Jugó en 49 ocasiones con la selección nacional y anotó seis goles, jugó en 10 partidos de clasificación para la Copa Mundial de Fútbol, en la Copa FIFA Confederaciones 2001 ante Brasil, Camerún y el anfitrión Japón, además de tres ediciones de la Copa de Oro de la Concacaf donde fue campeón en la edición de 2000.
| # | Fecha     | Sede                                          | Rival   | Marcador | Resultado | Torneo                                               |
| - | --------- | --------------------------------------------- | ------- | -------- | --------- | ---------------------------------------------------- |
| 1 | 2-9-1999  | Varsity Stadium, Toronto, Canadá              | Jamaica | 1–0      | 1–0       | Amistoso                                             |
| 2 | 9-10-2000 | Winnipeg Soccer Complex, Winnipeg, Canadá     | Panamá  | 1–0      | 1–0       | Clasificación para la Copa Mundial de Fútbol de 2002 |
| 3 | 12-2-2003 | June 11 Stadium, Trípoli, Libya               | Libia   | 2–1      | 4–2       | Amistoso                                             |
| 4 | 13-6-2004 | Richardson Memorial Stadium, Kingston, Canadá | Belice  | 4–0      | 4–0       | Clasificación para la Copa Mundial de Fútbol de 2006 |
| 5 | 16-6-2004 | Richardson Memorial Stadium, Kingston, Canadá | Belice  | 4–0      | 4–0       | Clasificación para la Copa Mundial de Fútbol de 2006 |
| 6 | 1-3-2006  | Ernst Happel Stadium, Vienna, Austria         | Austria | 1–0      | 2–0       | Amistoso                                             |

### Entrenador
| Periodo   | Club             |
| --------- | ---------------- |
| 2011–2012 | TFC Academy U-17 |
| 2015–2017 | Aurora FC        |
| 2018–2021 | York United FC   |

## Logros

### Jugador
- Football League First Division: 2003–04
- Canadian Championship: 2009
- Copa de Oro de la Concacaf: 2000
- Campeonato Sub-20 de la Concacaf: 1996

### Individual
- Canadian Player of the Year: 1999
- Equipo Ideal de la Copa FIFA Confederaciones: 2001[2]
- Futbolista del Año del Toronto FC: 2007
- Red Patch Boys Player of the Year: 2007[3]
- Defensa del año del Toronto FC: 2008
- Aparición en el MLS All-Star Game: 2008
- Toronto FC Humanitarian of the Year: 2009
- Canadian Soccer Hall of Fame: 2015.[4]